# 안면중학교
안면중학교(安眠中學校)는 대한민국 충청남도 태안군 안면읍 승언리에 있는 공립 중학교이다.

## 학교 연혁
- 1953년 5월 28일 : 안면중학교 개교(6학급)
- 1983년 11월 22일 : 30학급 증설인가
- 1987년 2월 24일 : 특수학급 인가(1학급)
- 2024년 1월 10일 : 제70회 졸업식 (63명, 총 졸업생 11,521명)
- 2024년 3월 1일 : 제42대 강소진 교장 취임
- 2024년 3월 4일 : 2024학년도 신입생 입학 (45명)

## 참고 자료
- 안면중학교 - 한국교육학술정보원 학교알리미